# Imad Bassou
Imad Bassou, né le 4 juillet 1993, est un judoka marocain qui a participé aux Jeux olympiques d'été de 2016. Il est le frère du judoka Issam Bassou.

## Palmarès
| Année | Compétition             | Lieu         | Résultat | Catégorie      |
| ----- | ----------------------- | ------------ | -------- | -------------- |
| 2015  | Championnats d'Afrique  | Libreville   | 3e       | Moins de 66 kg |
| 2016  | Championnats d'Afrique  | Tunis        | 1er      | Moins de 66 kg |
| 2017  | Jeux de la Francophonie | Abidjan      | 3e       | Moins de 66 kg |
| 2018  | Championnats d'Afrique  | Tunis        | 3e       | Moins de 66 kg |
| 2018  | Jeux méditerranéens     | Tarragone    | 3e       | Moins de 66 kg |
| 2019  | Championnats d'Afrique  | Le Cap       | 2e       | Moins de 66 kg |
| 2020  | Championnats d'Afrique  | Antananarivo | 3e       | Moins de 66 kg |
| 2022  | Championnats d'Afrique  | Oran         | 3e       | Moins de 66 kg |